# Hl. Joachim und Anna (Preljina)

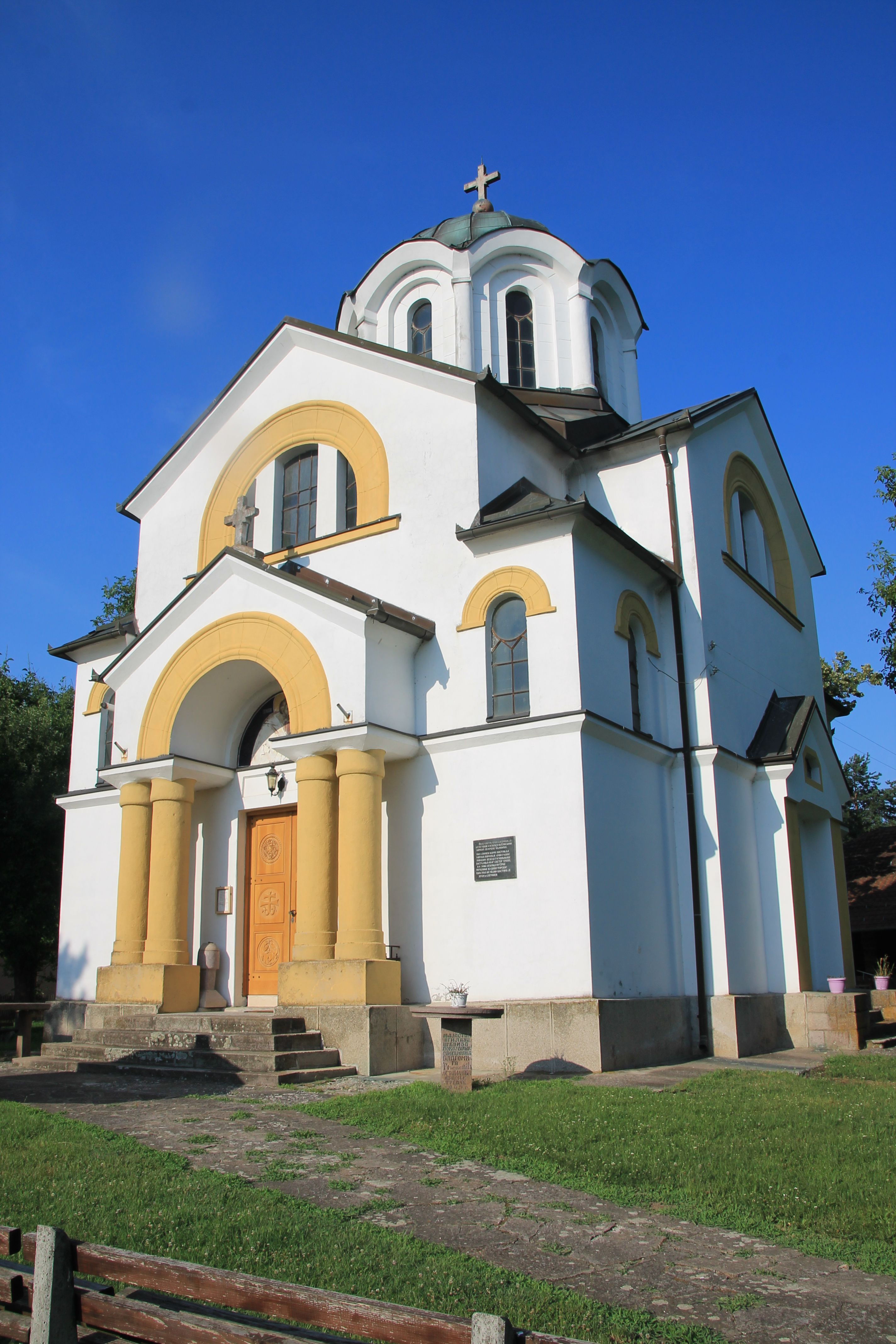
Westfassade mit Haupteingang der Kirche Hl. Joachim und Anna

Die Kirche Hl. Joachim und Anna (serbisch: Црква Светих Јоакима и Ане, Crkva Svetih Joakima i Ane) ist eine serbisch-orthodoxe Kirche im Dorf Preljina in Serbien.
Die 1930 erbaute Kirche ist den Hl. gerechten Joachim und Anna, den Eltern der allerheiligsten Gottesmutter Maria und Großeltern Jesu Christi geweiht. 
Sie ist die Hauptkirche von Preljina, Sitz der Kirchengemeinde Preljina, Hauptkirche des Dekanats Ljubić und Pfarrkirche der Pfarrei Preljina im Dekanat Ljubić, der Eparchie Žiča der Serbisch-Orthodoxen Kirche.

## Lage

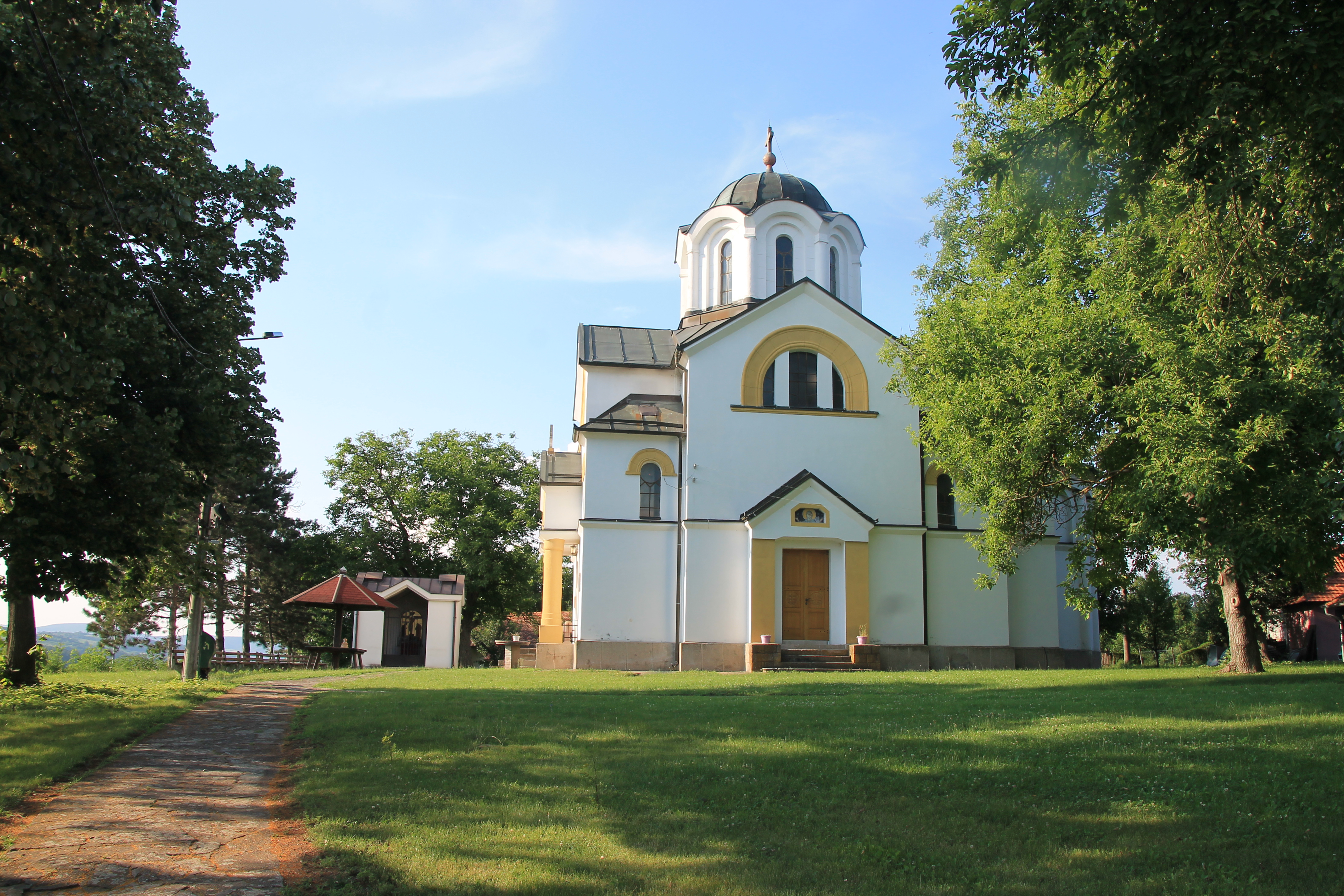
Blick auf die Nordseite der Kirche

Das Dorf Preljina gehört zur Stadt Čačak im Okrug Moravica in der Region Šumadija in Zentralserbien und hatte 2011 1.840 Einwohner.
In Preljina stehen drei Serbisch-orthodoxe Kirchen. Die Kirche Hl. Joachim und Anna steht auf einem Hügel im Zentrum von Preljina oberhalb der bekannten Schnellstraße Ibarska magistrala. Unweit dieser Kirche steht direkt an der Ibarska magistrala die Kirche Hl. Vasilije Ostroški. Die dritte Kirche Hl. Zar Lazar steht auf dem Serbisch-orthodoxen Friedhof des Dorfes.
Im umzäunten Kirchhof stehen neben der Kirche der freistehende Glockenturm mit Versammlungssaal, das Pfarrhaus und ein Sitzpavillon.

## Geschichte

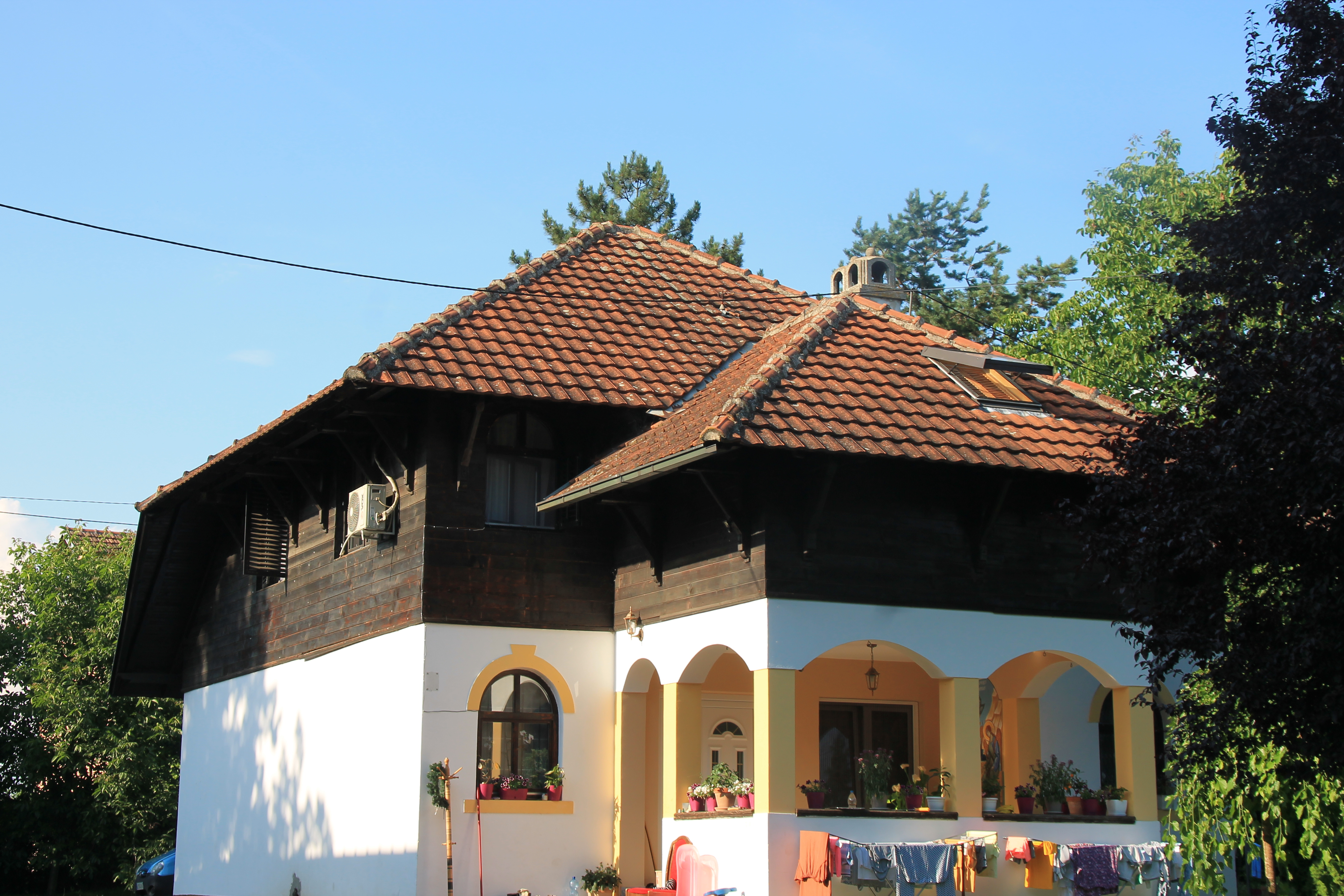
Das Pfarrhaus

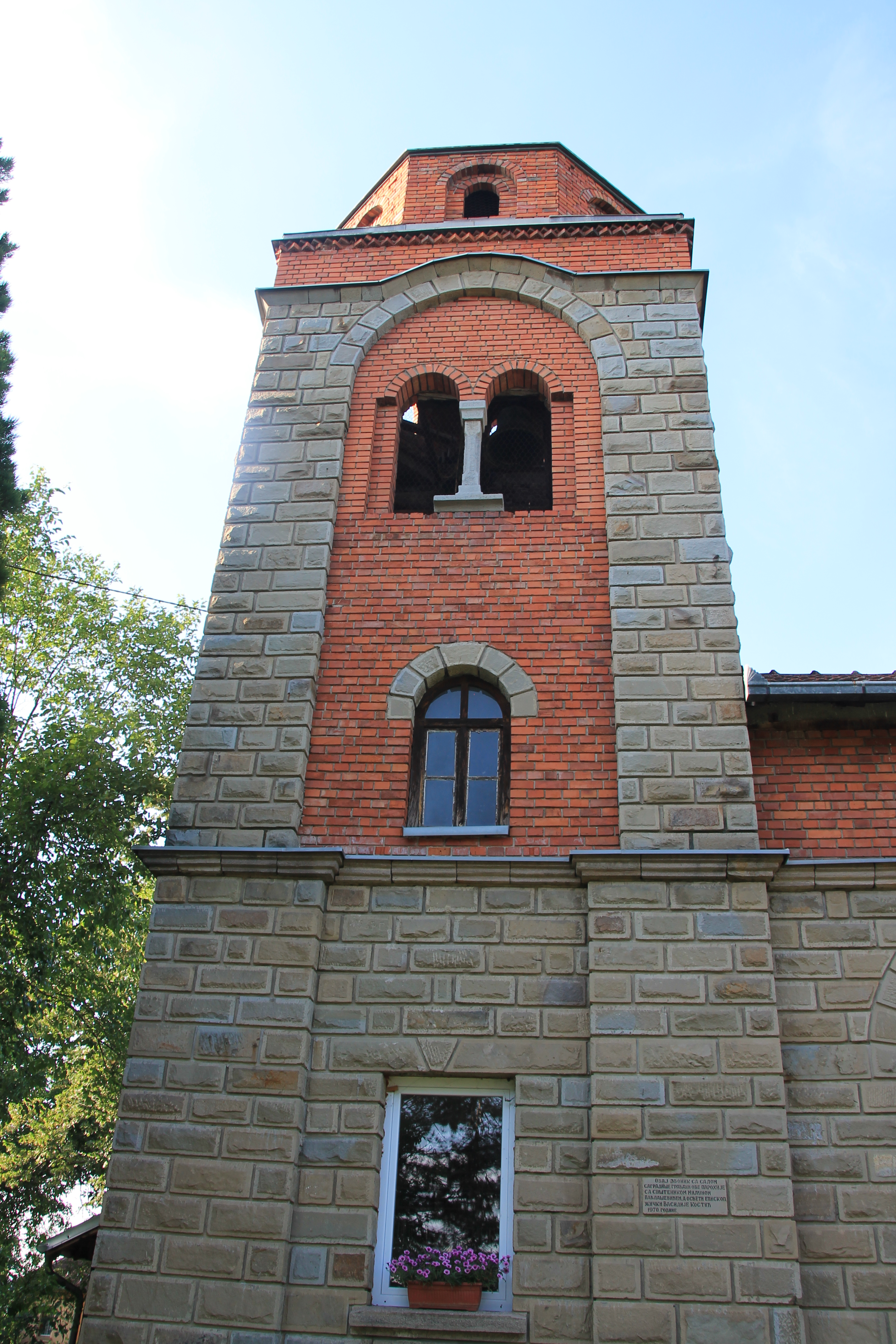
Der Kirchturm

Zur Zeit der osmanischen Herrschaft über Serbien befand sich an der Stelle der heutigen Kirche ein Friedhof. Alle bei der Aushebung der Kirchenfundamente gefundenen Knochen wurden gesammelt und unter der Eingangstreppe der Kirche begraben. 
Der Bau der Kirche wurde im Jahre 1930 im damaligen Königreich Jugoslawien begonnen und beendet. Im selben Jahr wurde die Kirche vom damaligen Bischof der Eparchie Žiča, Jefrem Bojović, feierlich eingeweiht.
1970 im sozialistischen Jugoslawien wurde der freistehende Kirchturm mitsamt Versammlungssaal durch die gemeinsame Anstrengung der Dorfbevölkerung und des damaligen Pfarrpriesters Milun Pavlašević erbaut und vom damaligen Bischof der Eparchie Žiča, Vasilije Kostić, geweiht.
1980 wurde durch die Pfarreileitung an der Kirche eine Gedenktafel zum 50-jährigen Jubiläum der Kirche angebracht, diese dient als Erinnerung an alle zur Zeit der Türkenherrschaft verstorbenen Serben, auf deren Knochen die Kirche erbaut wurde.
Am 22. September, der Kirchenslava, besuchte von 2014 bis 2016 der jetzige Bischof der Eparchie Žiča, Justin Stefanović, Preljina und hielt die Heilige Liturgie im Gotteshaus.
Die Kirchengemeinde von Preljina ist in ganz Serbien bekannt durch ihren humanitären Fond. Dieser Fond spendete unter anderem ein Haus an eine alleinerziehende Mutter von vier Kindern. Schlüsselperson dieses Fonds ist der ehemalige Pfarrpriester von Preljina Miroslav Miletić.

## Architektur
Die Kreuzkuppelkirche ist in der Form eines Trikonchos konzipiert und im traditionellen Serbisch-byzantinischen Baustil erbaut worden. Die Kirche ist der Neobyzantinischen Architektur zuzuordnen.
Der Grundriss der Kirche ist ein Griechisches Kreuz, mit einer von außen fünfeckigen im Inneren halbrunden Altar-Apsis im Osten und einer zentralen Rundkuppel, die sich über dem Tambour in der Mitte des Kirchenschiffs erhebt. 
Unweit der Kirche steht der freistehende Kirchturm. Der Haupteingang der Kirche befindet sich im Westen mitsamt Eingangsportal, über diesem befindet sich eine Patronatsfreske der Hl. Joachim und Anna. Die Kirche besitzt einen Nebeneingang an der Nordseite.
Sie besitzt typisch für orthodoxe Kirchenbauten eine Ikonostase mitsamt Ikonen. Auch ist sie im Inneren mit byzantinischen Fresken bemalt.
Die Kirche bekam in den letzten Jahren eine neue Außenfassade.